# Sozialistische Freie Gewerkschaft

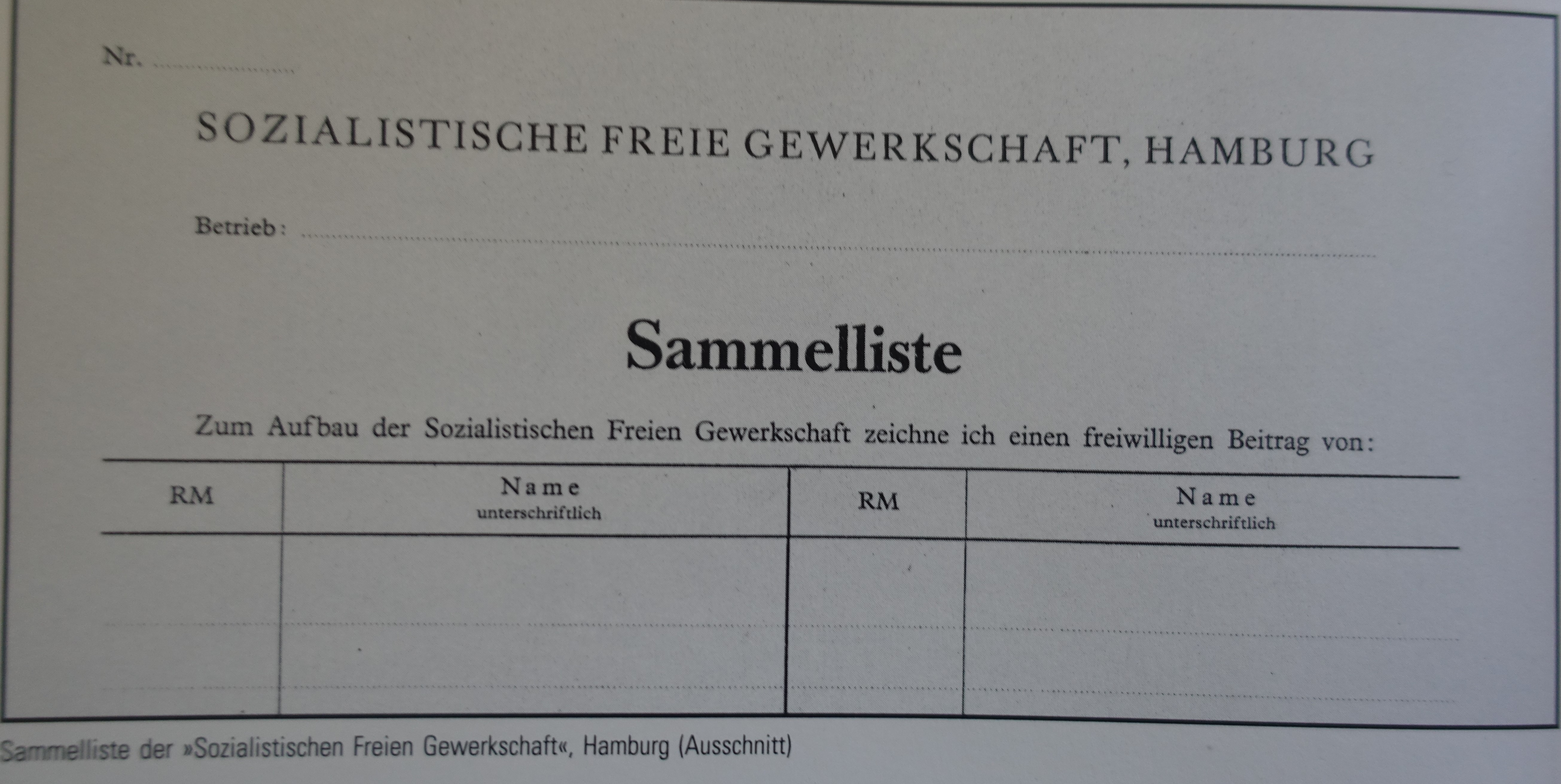
Sammelliste (Ausschnitt) der Sozialistischen Freien Gewerkschaft Hamburg

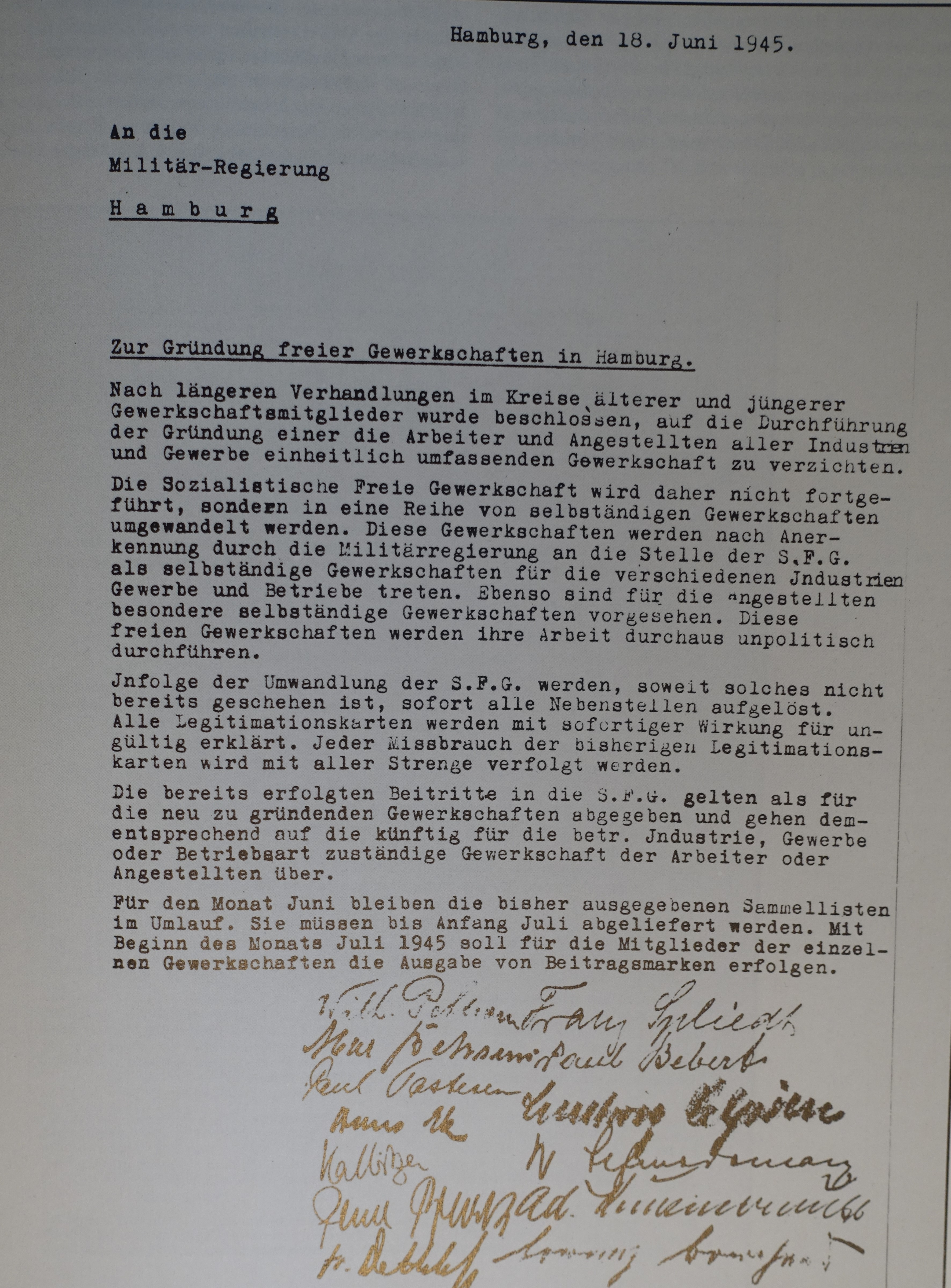
Schreiben an die Militär-Regierung in Hamburg zu Gründung freier Gewerkschaften und Auflösung der Sozialistischen Freien Gewerkschaft

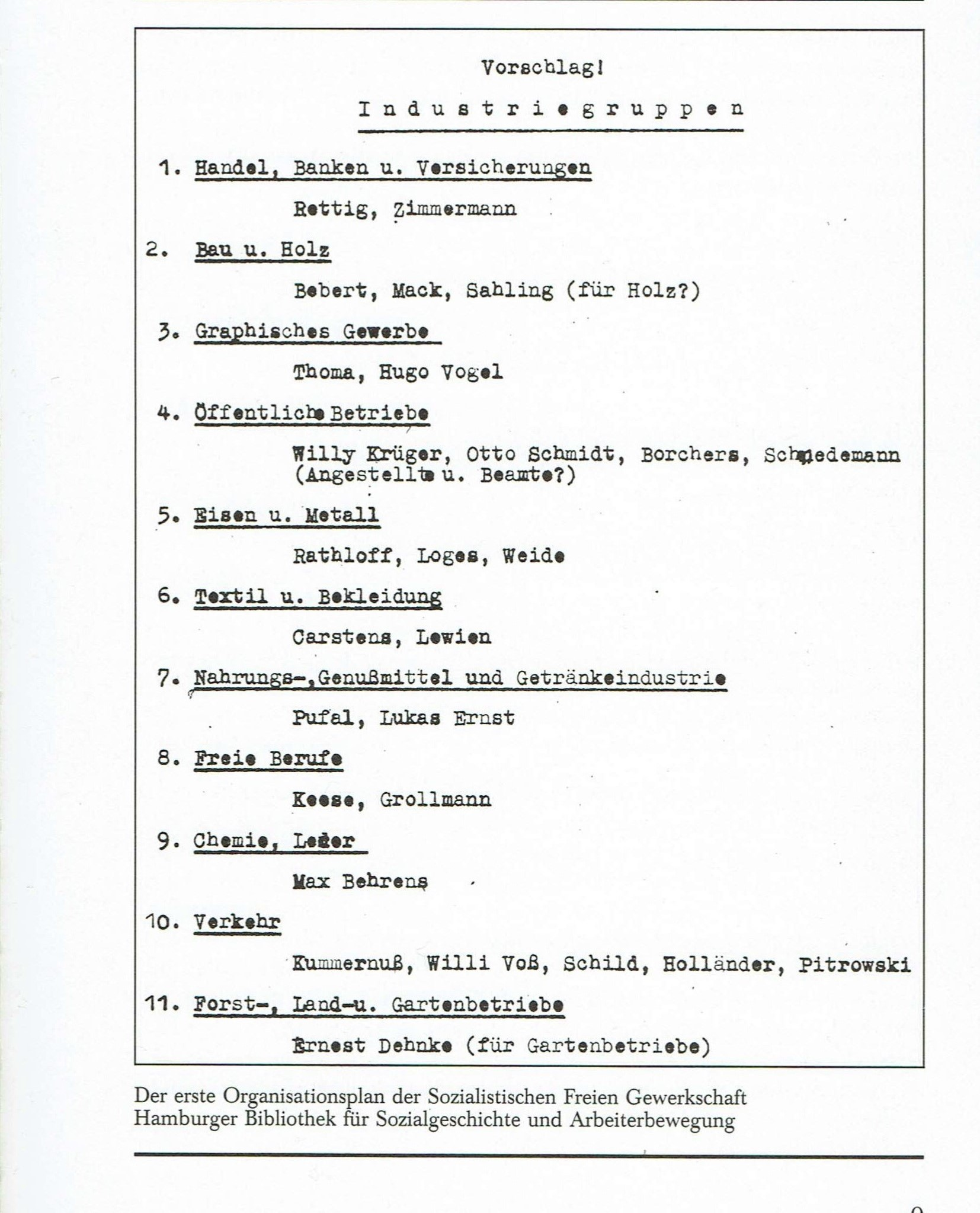
Der erste Organisationsplan der Sozialistischen Freien Gewerkschaft

Die Gründungsversammlung der Sozialistischen Freien Gewerkschaft (SFG) fand am 11. Mai 1945 oder 14. Mai 1945 – das genaue Datum ist umstritten – statt. Bei der Konstituierung der SFG wurde ein Vollzugsausschuss (36 Mitglieder) und Vorstand  (5 Mitglieder) gewählt. Die dort erfolgte Zusammensetzung von Vorstand und Vollzugsausschuss vertiefte die Differenz zwischen den jüngeren Kollegen und den altgedienten Gewerkschaftsfunktionären, die bis 1933 in der Verantwortung gestanden hatten.

## Vollzugsausschuss
Im Vollzugsausschuss bildeten die älteren Gewerkschaftsfunktionäre die Mehrheit, sie strebten einen eher unpolitischen Wiederaufbau der 1933 zerschlagenen Gewerkschaftsbewegung an. An alte Organisationsstrukturen sollte angeknüpft werden.

## Vorstand
Der Vorstand wurde mehrheitlich von den jüngeren Kollegen  beherrscht. Sie waren stärker geprägt von dem Versagen der gespaltenen Arbeiterbewegung vor dem heraufziehenden Nationalsozialismus und strebten aus der Erfahrung heraus einen völligen Neuanfang mit einer starken Einheitsgewerkschaft an.
Der Tagungsort war das Gewerkschaftshaus am Besenbinderhof in Hamburg. Die Tagung leitete Adolph Schönfelder. Versammelt hatten sich etwa 40 Sozialdemokraten und Kommunisten. Wesentlichen Anteil an der Gründung hatte Hellmut Kalbitzer, ein Mitglied des  Internationalen Sozialistischen Kampfbundes. Innerhalb weniger Wochen lagen etwa 50.000 Aufnahmeanträge vor.

## Spaltung der SFG
Aus dem Vollzugsausschuss heraus bildete sich um den 20. Mai 1945 eine Gruppierung heraus, der sogenannte „Ketzerklub“ (Spaltung). Diese Gruppe nahm, unter Umgehung des Vorstands der SFG, Kontakt zur britischen Militäradministration auf und bot sich dort als Alternative zur SFG an – der Einheitsgewerkschaft mit dem weitreichenden politischen Programmentwurf. Den britischen Militärs kam dieses Angebot entgegen. Sie hielten die Gründung einer politischen Gewerkschaft für verfrüht und behinderten in der Folge die Arbeit der SFG. Am 18. Juni unterzeichneten beide Gruppen ein Protokoll „Zur Gründung freier Gewerkschaft in Hamburg“. Die britischen Besatzungsbehörden verboten politische Betätigungen und damit diese sozialistische Organisation am 20. Juni 1945. Es wurden nur Gewerkschaften, die sich politisch neutral nannten, zugelassen. An die Stelle der Einheitsgewerkschaft sollten nun 13 selbständige Gewerkschaften treten.

## Angestelltenorganisation
Als die Gründer der neuen Gewerkschaft ihren ersten Organisationsplan erstellten, setzten sie an die erste Stelle die Industriegruppe „Handel, Banken und Versicherungen“, die später um die Sparkassen erweitert wurde. Anfang Juni 1945 fiel im Organisationsausschuss der SFG eine wichtige und folgenreiche Entscheidung. Auf Anregung von Franz Spliedt wurde einstimmig beschlossen, nur die Arbeiter in Industriegruppen zu organisieren, die Angestellten herauszunehmen und als besondere Angestellten-Säule in der SFG aufzubauen. Nach heftigen Auseinandersetzungen über Organisationsgrundsätze entstand nach Auflösung der SFG  daraus die Deutsche Angestellten-Gewerkschaft und es kam zur Trennung vom DGB. Dies war auch das Produkt der Furcht der britischen Besatzungsmacht vor einer Machtzusammenballung in einer Einheitsgewerkschaft. Der DGB gründete 1948 die Gewerkschaft Handel, Banken und Versicherungen. Erst mit der Gründung von ver.di im Jahre 2001 wurde diese Spaltung überwunden.